# Glaukiasz (szobrász)
Glaukiasz (I. e. 500 körül) ókori görög szobrász.
Aiginából származott. Leginkább az olümpiai győztesek bronzszobrainak elkészítésével foglalkozott, így megmintázta Gelónt, a thaszoszi Theogenészt, illetve a karüsztoszi Glaukoszt. 
Pauszaniasz Periégétész tesz említést róla és a műveiről.